# Maulusmühle
Maulusmühle (lb. Maulesmillen) – mała miejscowość (lieu-dit) w północnym Luksemburgu, w kantonie Clervaux, część jej leży w gminie Weiswampach, a pozostała w gminie Wincrange. Do 3 października 2015 miejscowość leżała w dystrykcie Diekirch.